# 硬脂酸镉
硬脂酸镉（Cadmium stearate），分子式Cd(C17H35COO)2。

## 性质
白色微细粉末。相对密度1.28。熔点103～110 °C，沸点359.4 °C（在标准大气压下）。不溶于水，溶于热乙醇。加热溶解在有机溶剂中然后冷却，得到胶状物。与强酸反应生成硬脂酸和相应的镉盐。高毒，对呼吸道有刺激作用并可引起肺水肿；可破坏人体骨骼，引起骨质松软，周身骨骼疼痛等。详见镉中毒。

## 制备
由硬脂酸钠与硫酸镉进行反应而得。经沉淀、甩水、干燥，得硬脂酸镉成品。
{\displaystyle \ 2C_{17}H_{35}COONa+CdSO_{4}\rightarrow (C_{17}H_{35}COO)_{2}Cd+Na_{2}SO_{4}}

## 用途
用作聚氯乙烯的稳定剂，主要用于薄板、薄膜、软管和人造革等软质透明制品中。